# Museo all'aperto Maria Lai
Il Museo al cielo aperto Maria Lai è un percorso monumentale all'aperto, musealizzato, realizzato dall'artista Maria Lai nel comune di Ulassai, che, oltre alle opere pubbliche dell'artista, include interventi di Costantino Nivola, Luigi Veronesi, Guido Strazza e altri artisti.

## Storia
Il museo a cielo aperto Maria Lai nasce dall'operazione comunitaria Legarsi alla montagna del 1981, una vera e propria performance di Land Art nella quale vennero legate tutte le case del paese attraverso 27 km di stoffa celeste. Per oltre un trentennio c'è stato un evolversi di incontri d'arte e un susseguirsi di opere d'arte, sino a concludersi per poi riavviarsi con il progetto portato a compimento del Museo d'Arte contemporanea la Stazione dell'arte che ne valorizza ogni aspetto.
Le opere non riguardano solo la figura di Maria Lai, ma anche altri importanti artisti sardi e non solo quali: Costantino Nivola, Luigi Veronesi, Ettore Consolazione, Guido Strazza, Battore Balloi, Nicola Mucillo, che nel corso degli anni si sono adagiate e fuse con il tessuto sociale e antico del paese. Le opere soprattutto della Lai si propagano oltre il paese anche sulle campagne, invitando il fruitore alla natura e all'imponenza delle rocce, ricche di storie e di leggende pastorali, come "La scarpata", "La strada del rito", "Il muro del groviglio", "Pastorello mattiniero con capretta", mentre i restanti hanno le loro installazioni dentro l'antico Lavatoio comunale e dentro l'abitato.

## Opere dei vari artisti sul territorio

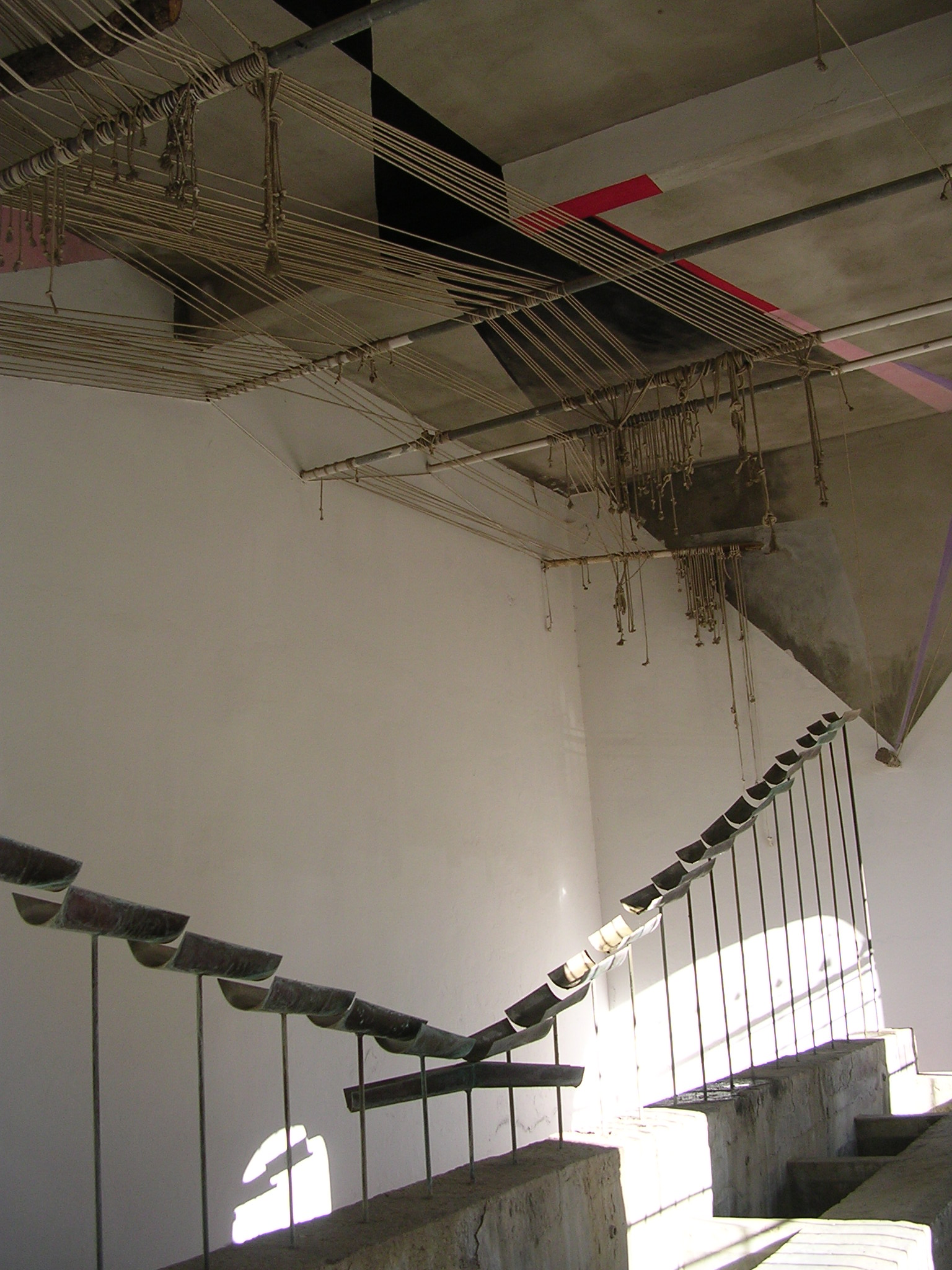
Fontana sonora di Costantino Nivola 1987, presso il vecchio Lavatoio Comunale di Ulassai

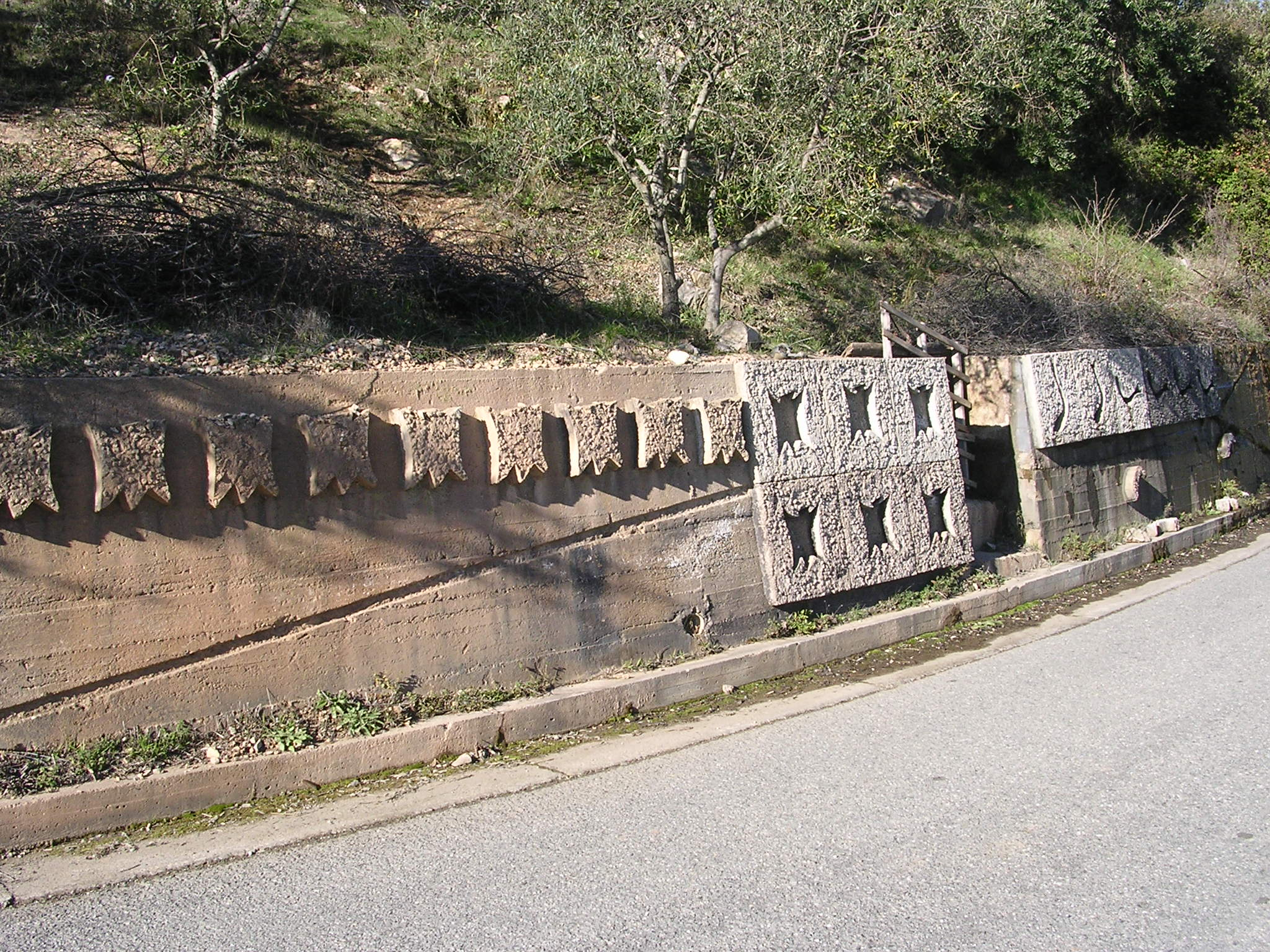
Strada del rito

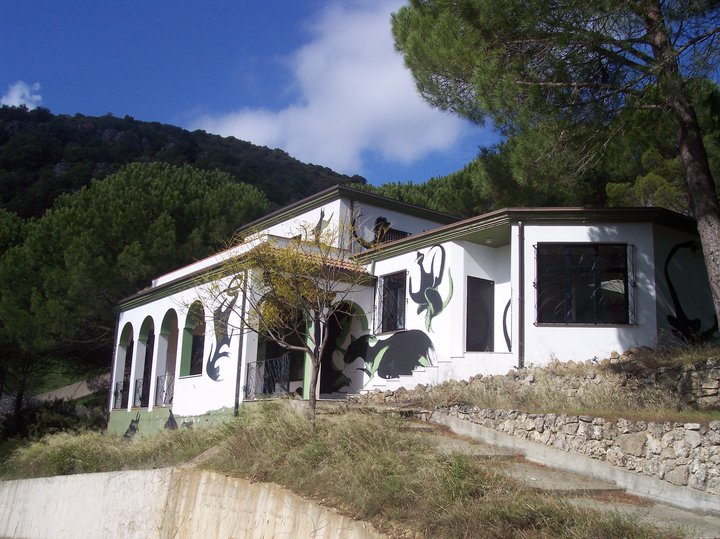
La casa delle inquietudini, opera di Maria Lai a Ulassai

- 1933 Francesco Ciusa, Ritratto a Maria Lai, Cimitero Vecchio
- 1982 Ettore Consolazione Capelli di Mercurio, presso la Biblioteca Comunale Icnussa di Ulassai
- 1982 Maria Lai Via crucis presso la chiesa patronale di Sant'Antioco.
- 1987 Lavatoio comunale, comprende le seguenti opere:
  - Telaio Soffitto, Omaggio alle donne Ulassesi di Maria Lai
  - La Fontana sonora di Costantino Nivola
  - La Fontana del grano di Guido Strazza
  - La Fontana della sorgente di Luigi Veronesi
- 1990 Nicola Mucillo, Monumento ai caduti, Piazza Sardegna
- 1992 Maria Lai, Le capre cucite
- 1992 Maria Lai, La strada del rito
- 1993 Maria Lai, La Scarpata
- 2002 Maria Lai, il gioco del volo dell'oca
- 2003 Maria Lai, Pensieri sull'arte, Via Venezia
- 2003 Maria Lai, La lavagna
- 2004 Maria Lai, Il muro del groviglio
- 2005 Maria Lai, La casa delle inquietudini
- 2005 Maria Lai, Pastorello mattiniero con capretta, muro di contenimento zona industriale
- 2006 Damiano Rossi, La Sorgente, Dialogando, La Fonte, Sala Convegni Barigau
- 2007 Batore Balloi, Omaggio allo Scautismo, Fontana Coccori
- 2007 Maria Lai, Fiabe intrecciate, Omaggio ad Antonio Gramsci, piazzale Museo Stazione dell'arte
- 2007 Maria Lai, Telaio del vento, fronte vecchia rimessa, ala artisti emergenti, Museo Stazione dell'arte
- 2008 Maria Lai, Olio di parole, Facciata Biglietteria Museo Stazione dell'arte
- 2009 Maria Lai, Prototipo La cattura dell'ala del vento, conservato presso la Biblioteca Comunale Icnussa
- 2009 Maria Lai, Opera La cattura dell'ala del vento presso Il Parco Eolico Sardaeolica Ulassai
- 2012 Luca Rossi, Pietre sospese, Vecchia Sala Consiliare Palazzo Comunale (Ulassai)
- 2012 Susan Berardo, Scala di Ferro, Via Funtana Niedda
- 2015 Guido Strazza, Alla luce, nella Vecchia Cappella del Cimitero Antico
- 2016 Luca Rossi, 81/16, Installazione di sculture permanenti sul tracciato Barigau-Gedili
- 2019 Marcello Maloberti, Opera "Cuore mio" ingresso canyon di Sa Tappara